# اسکیو
اسکیو (به ایتالیایی: Schio) یک کومونه در ایتالیا است که در استان ویچنزا واقع شده‌است.

## خصوصیات
اسکیو ۶۷ کیلومترمربع مساحت و ۳۹٬۶۸۸ نفر جمعیت دارد و ۲۰۰ متر بالاتر از سطح دریا واقع شده‌است.

## خواهرخوانده
شهرهای لاندسهوت، کاپشوار، پتانژ و گرینیی، اسون خواهرخوانده‌های اسکیو هستند.

## نگارخانه

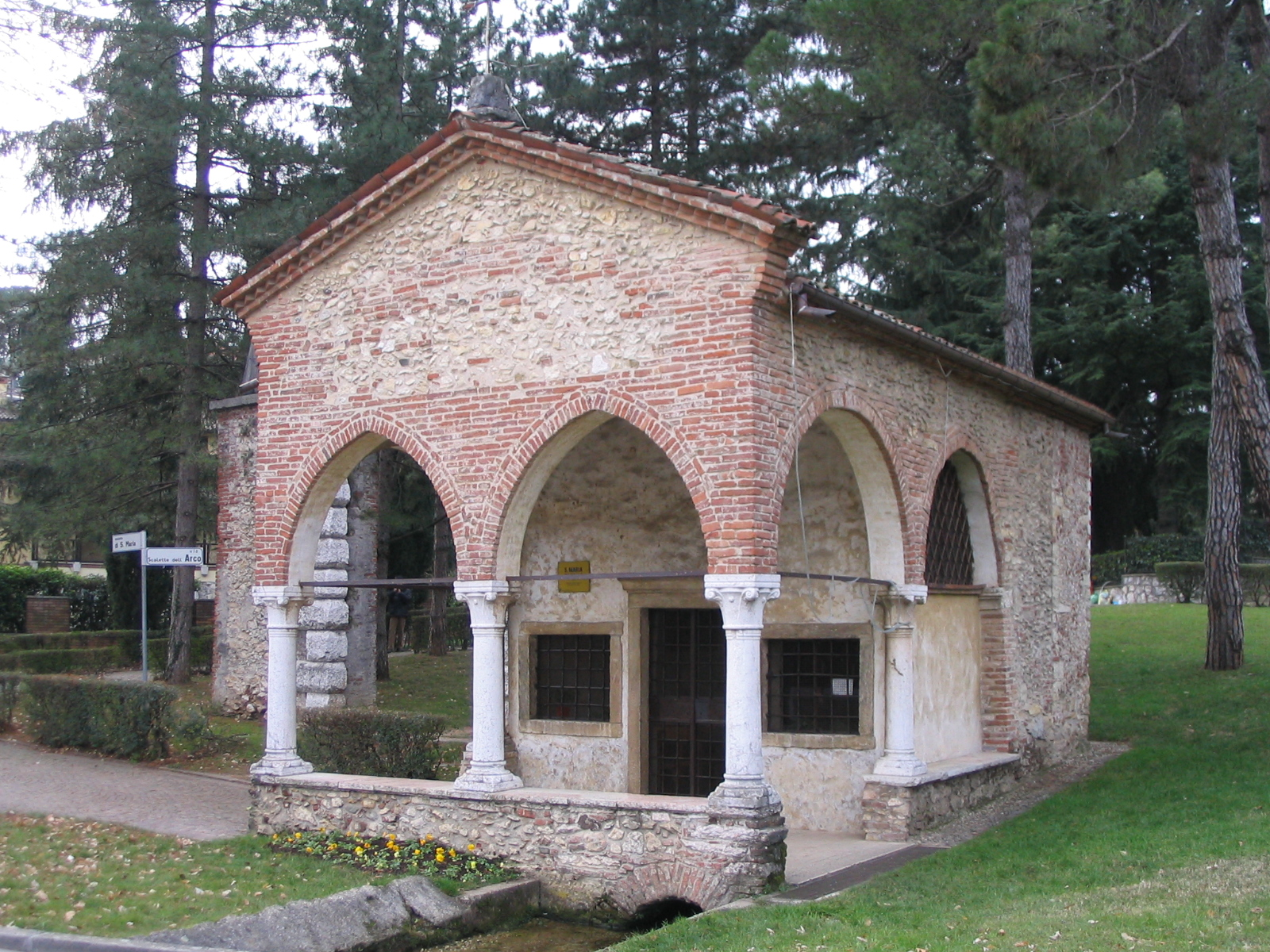
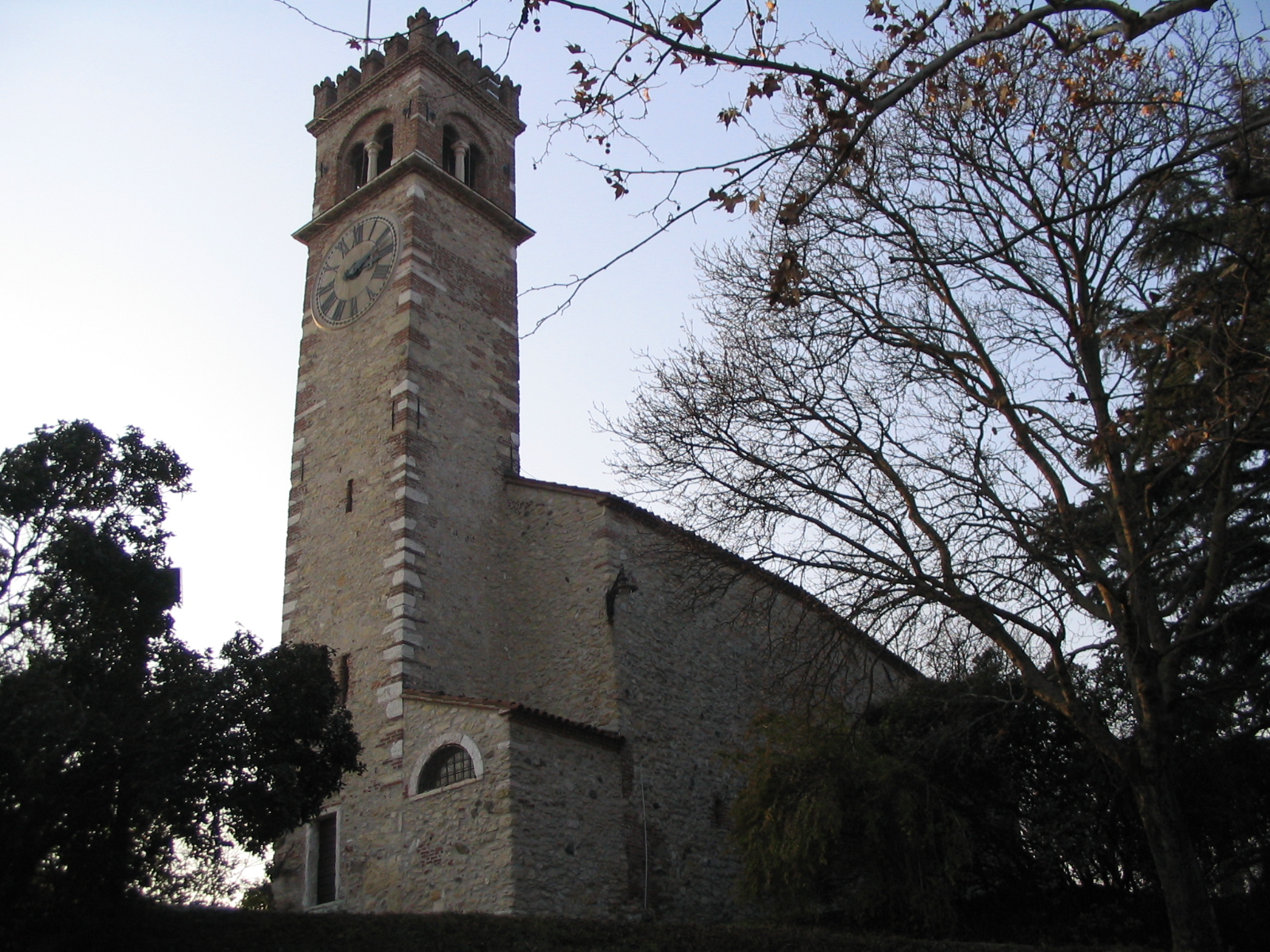
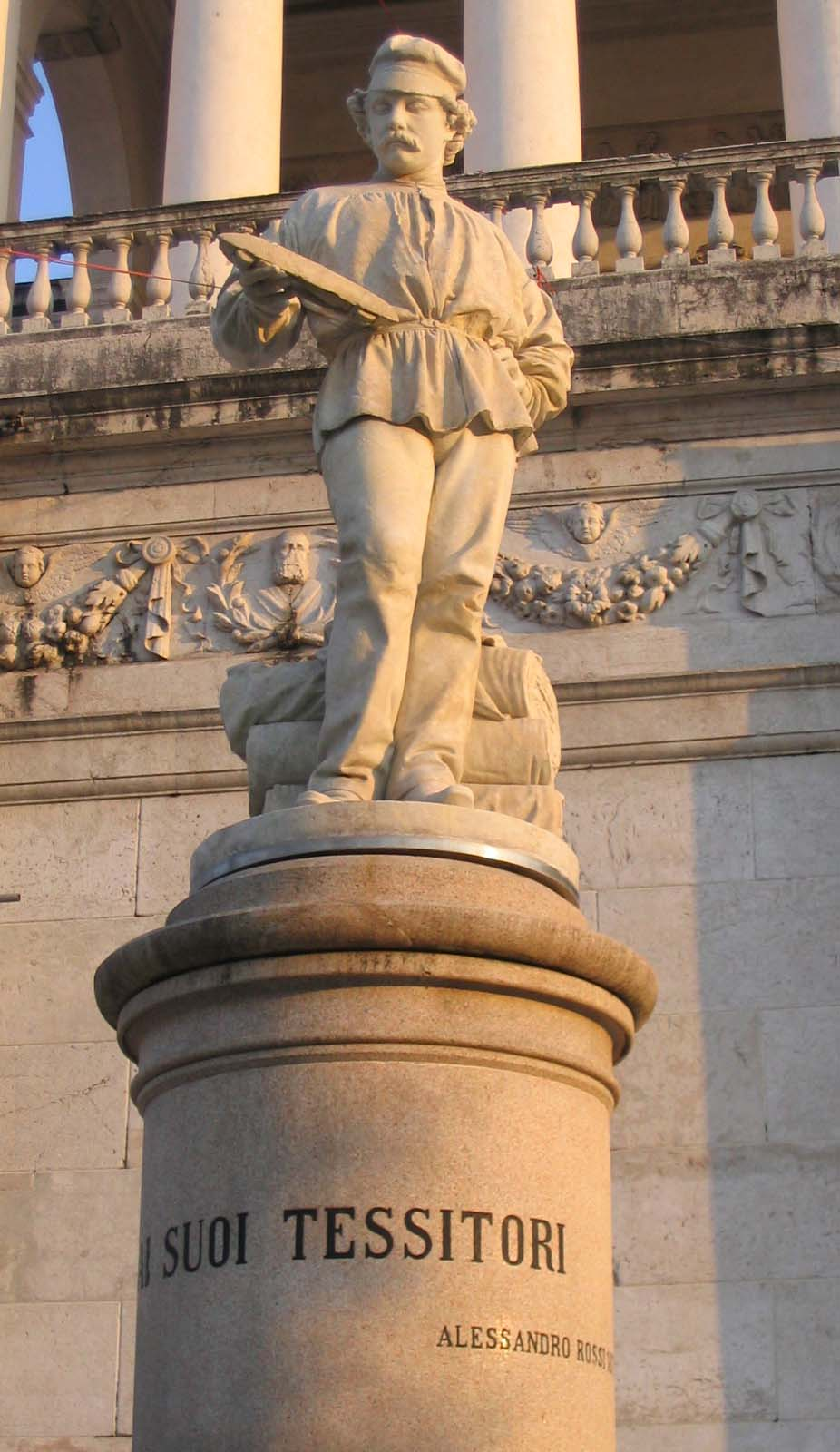
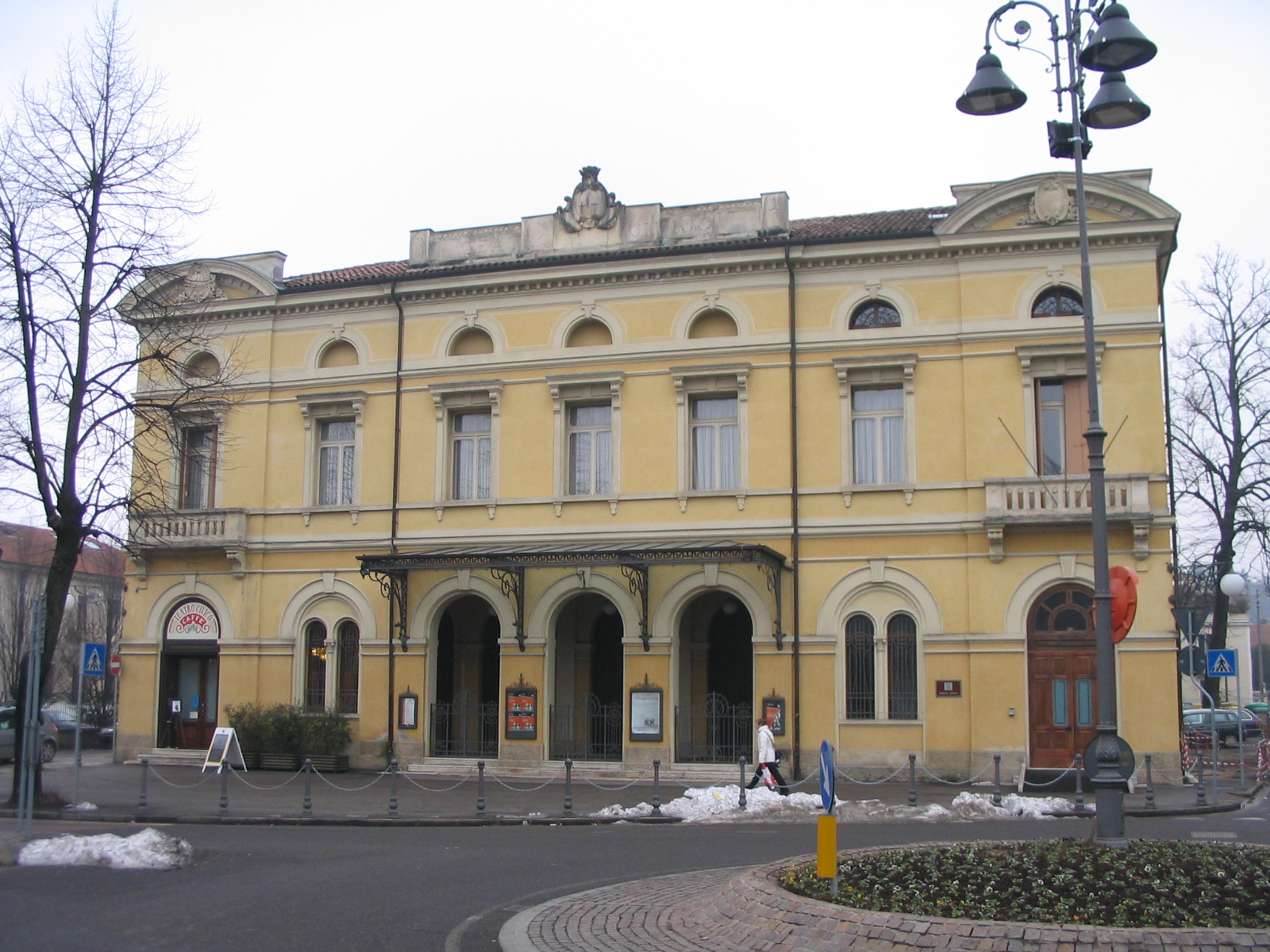
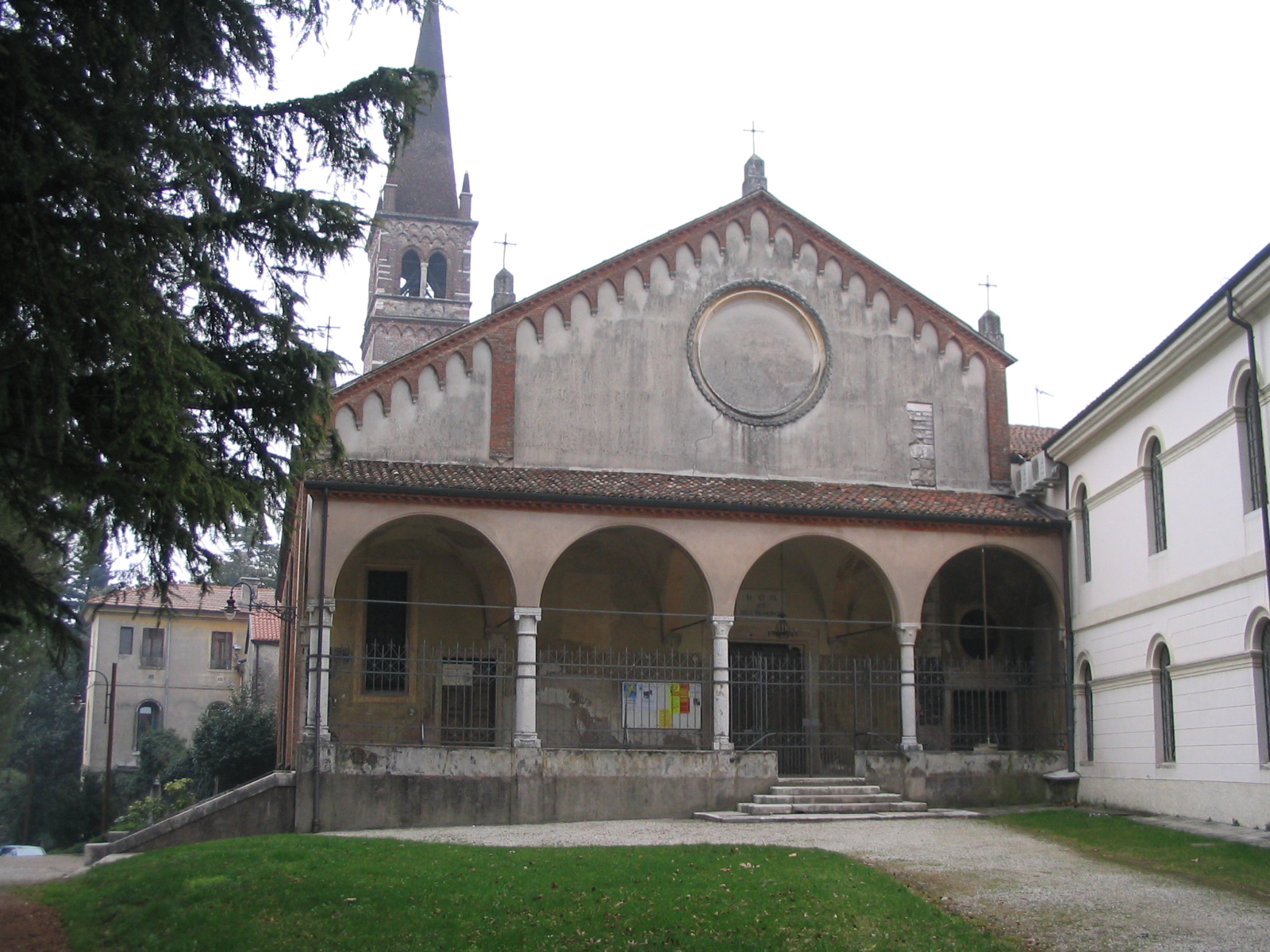
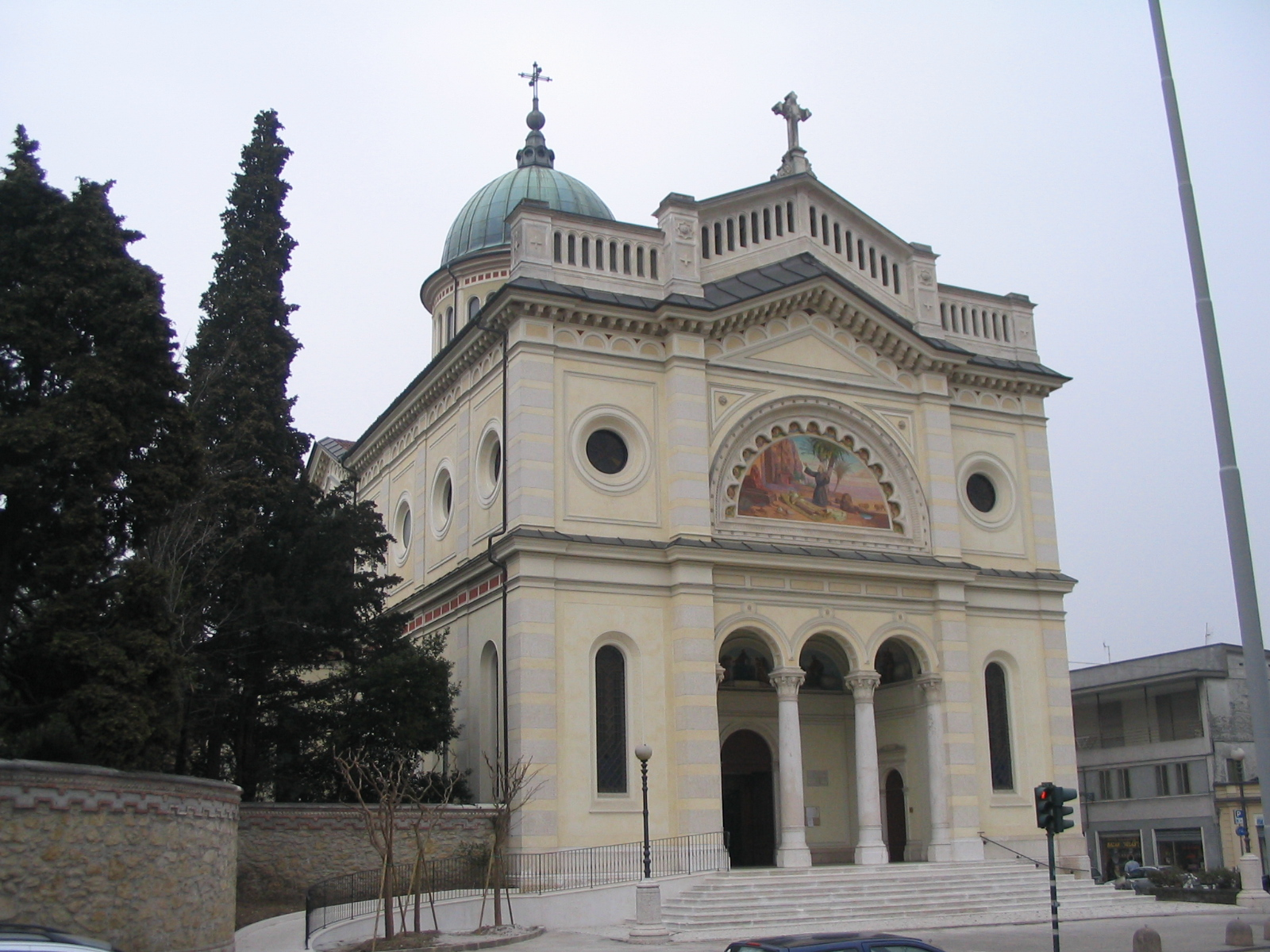
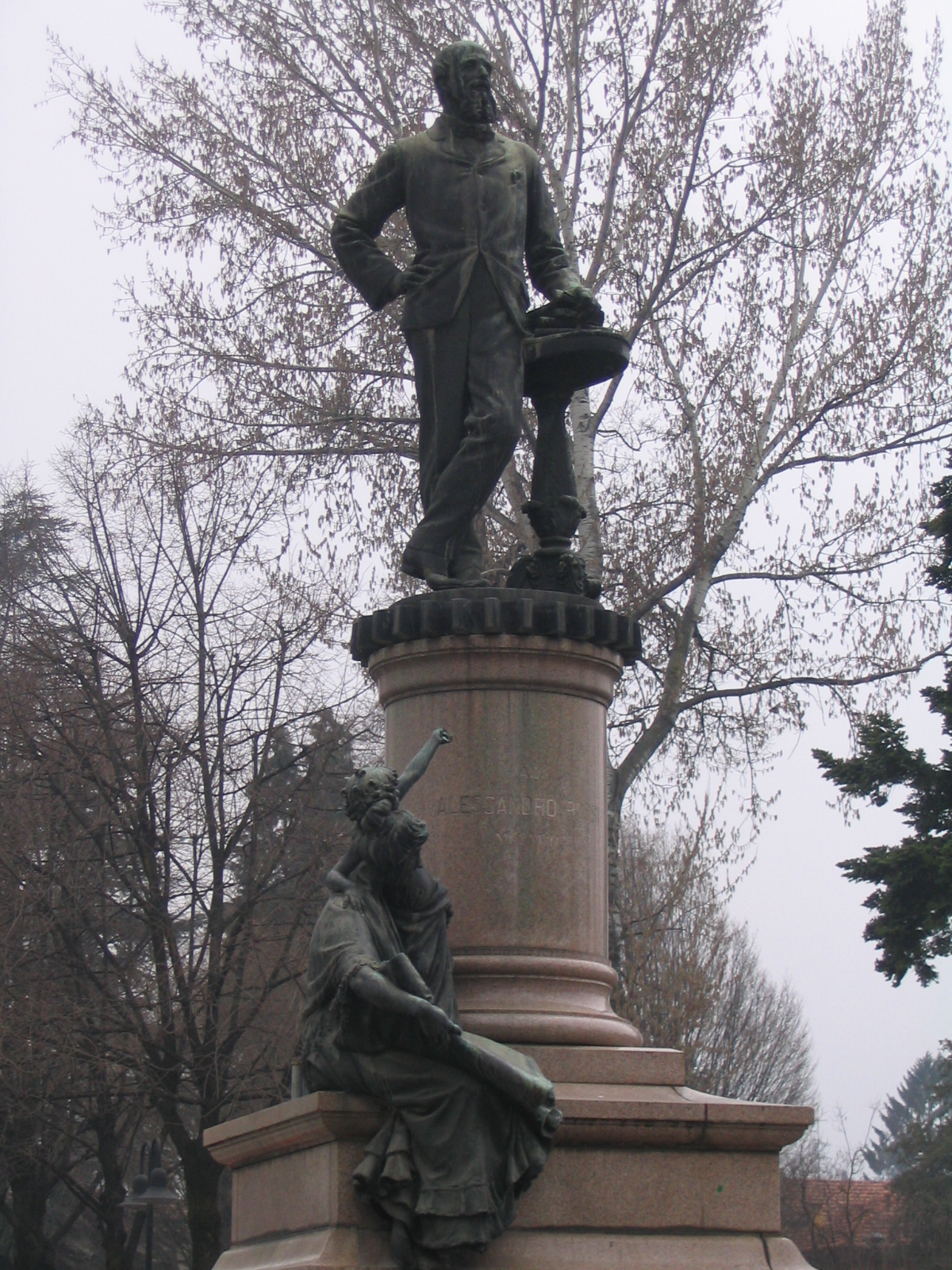
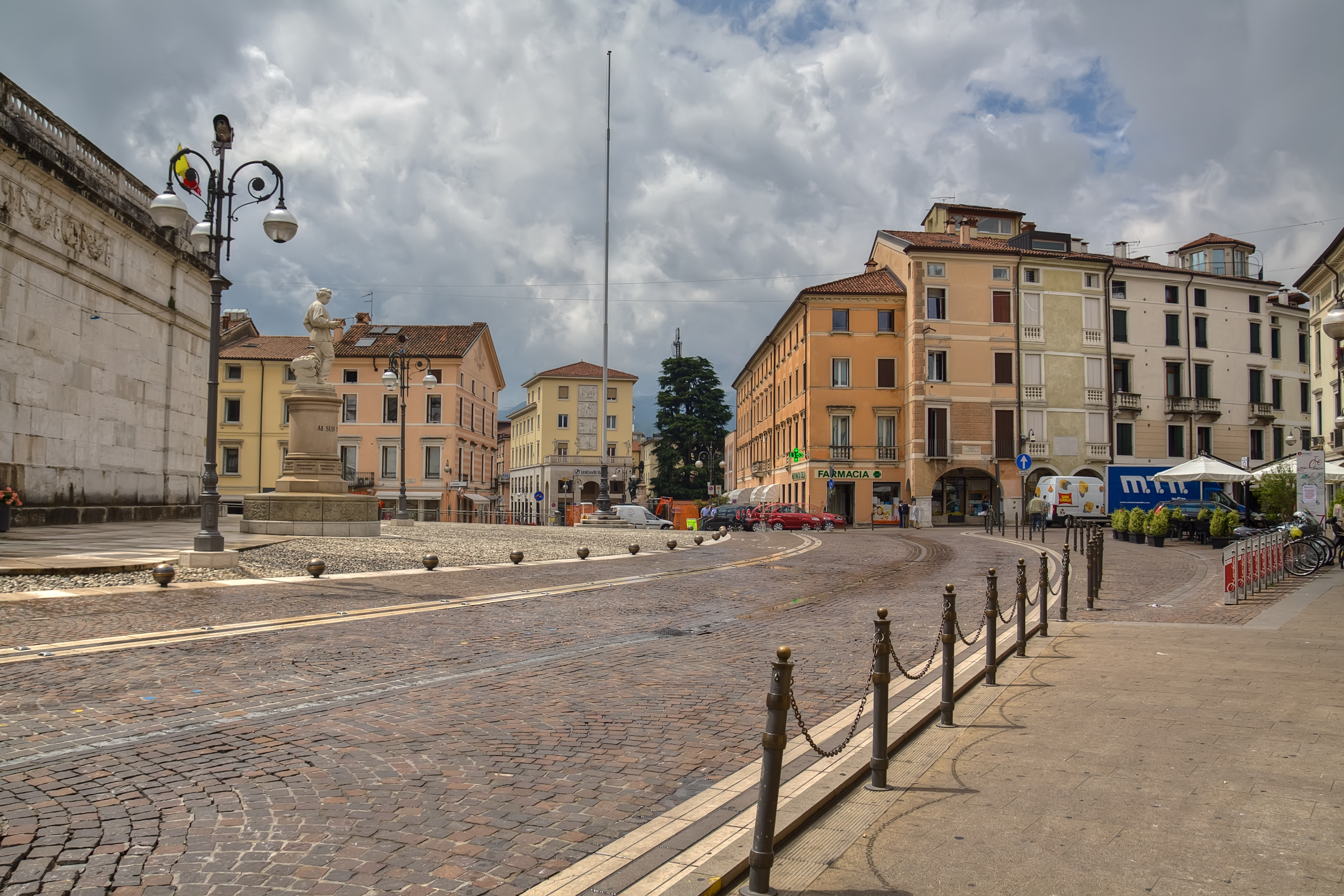
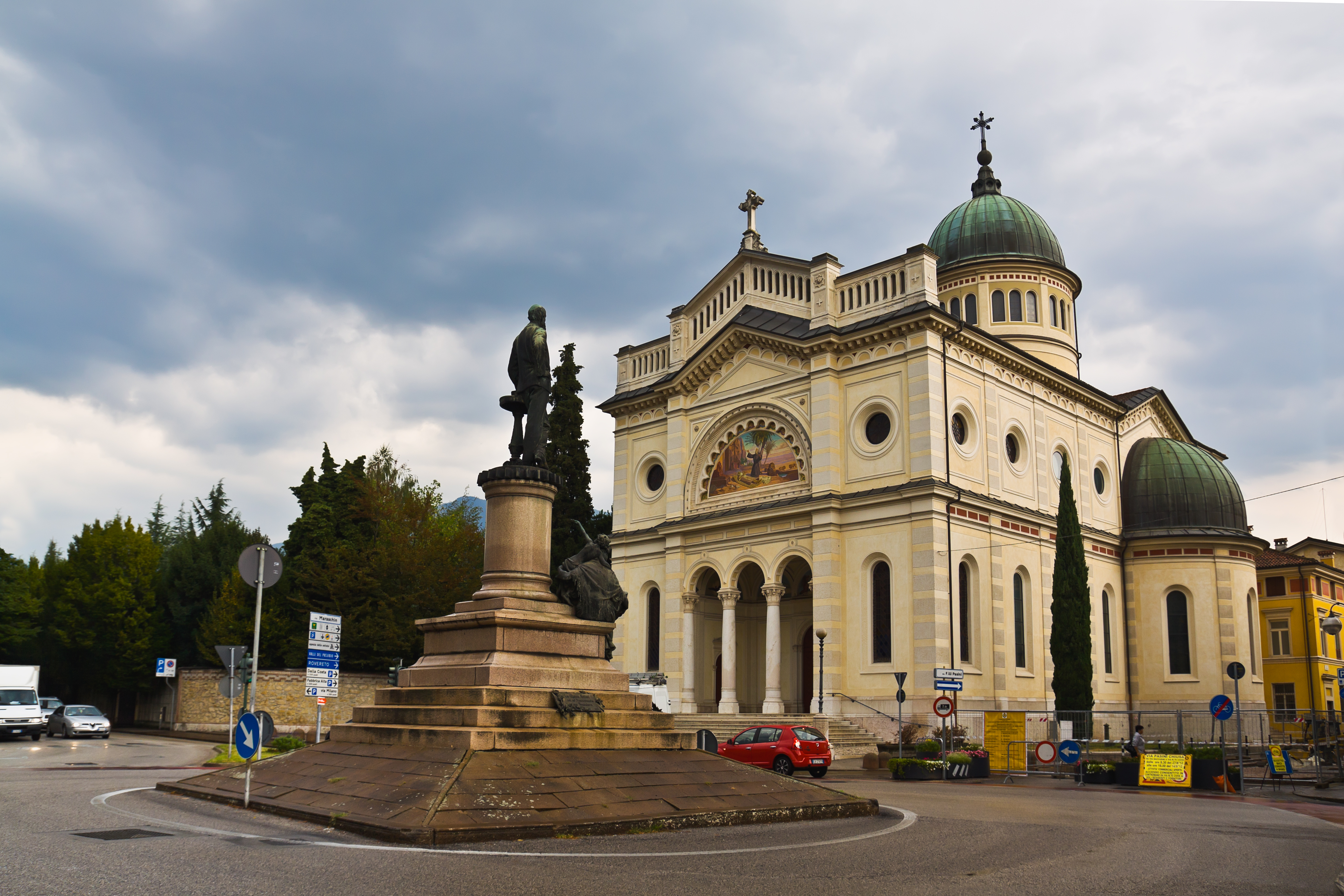
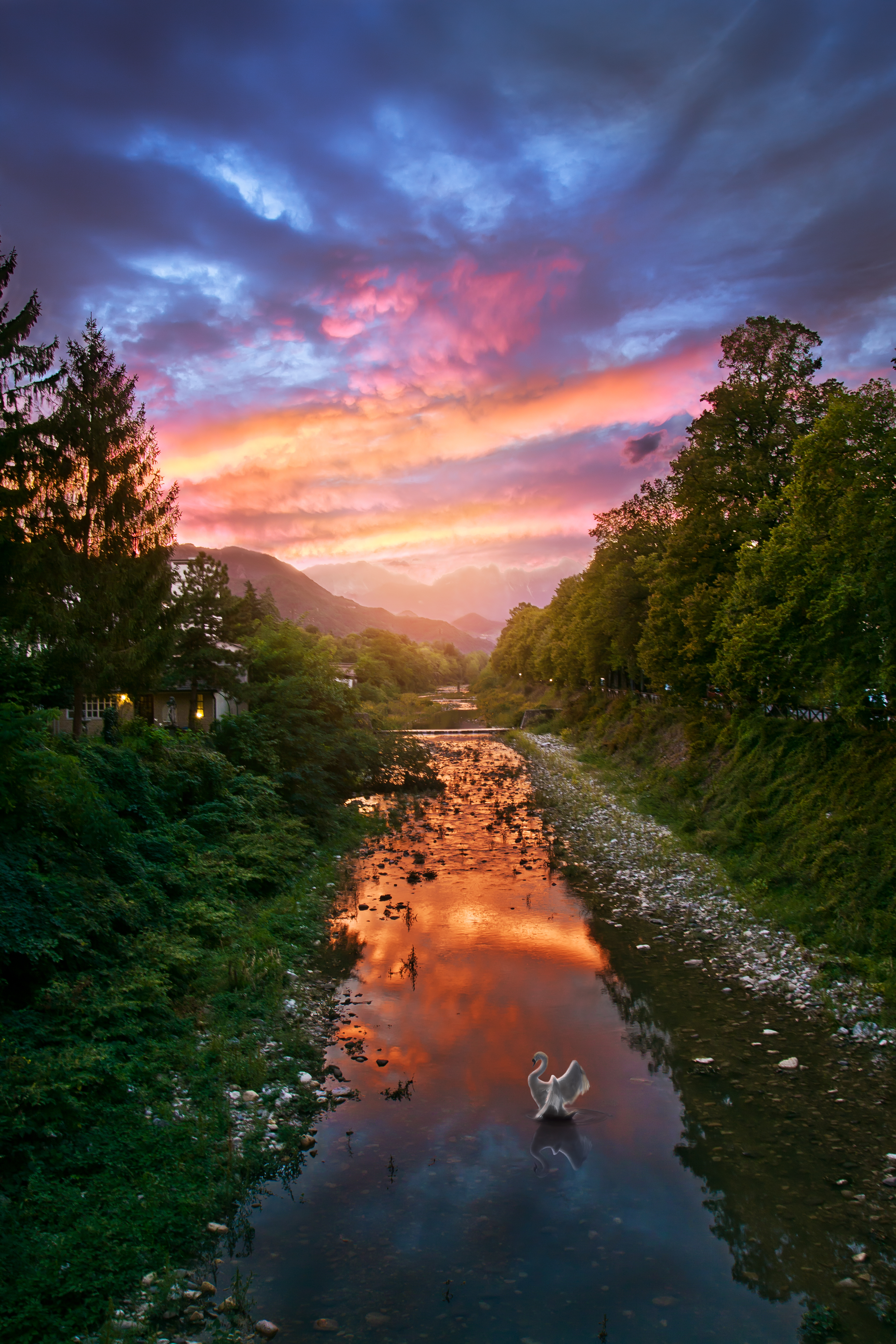
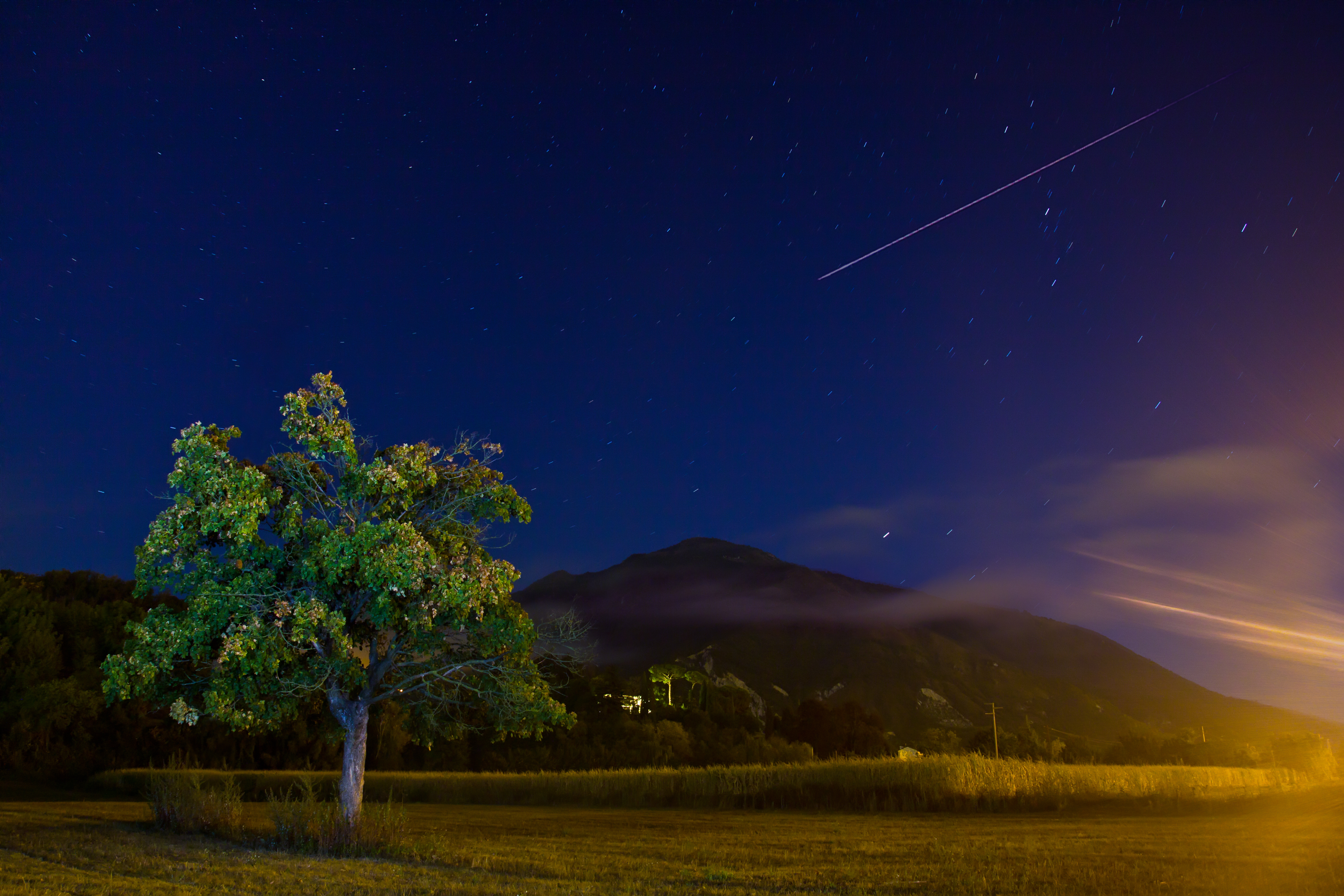
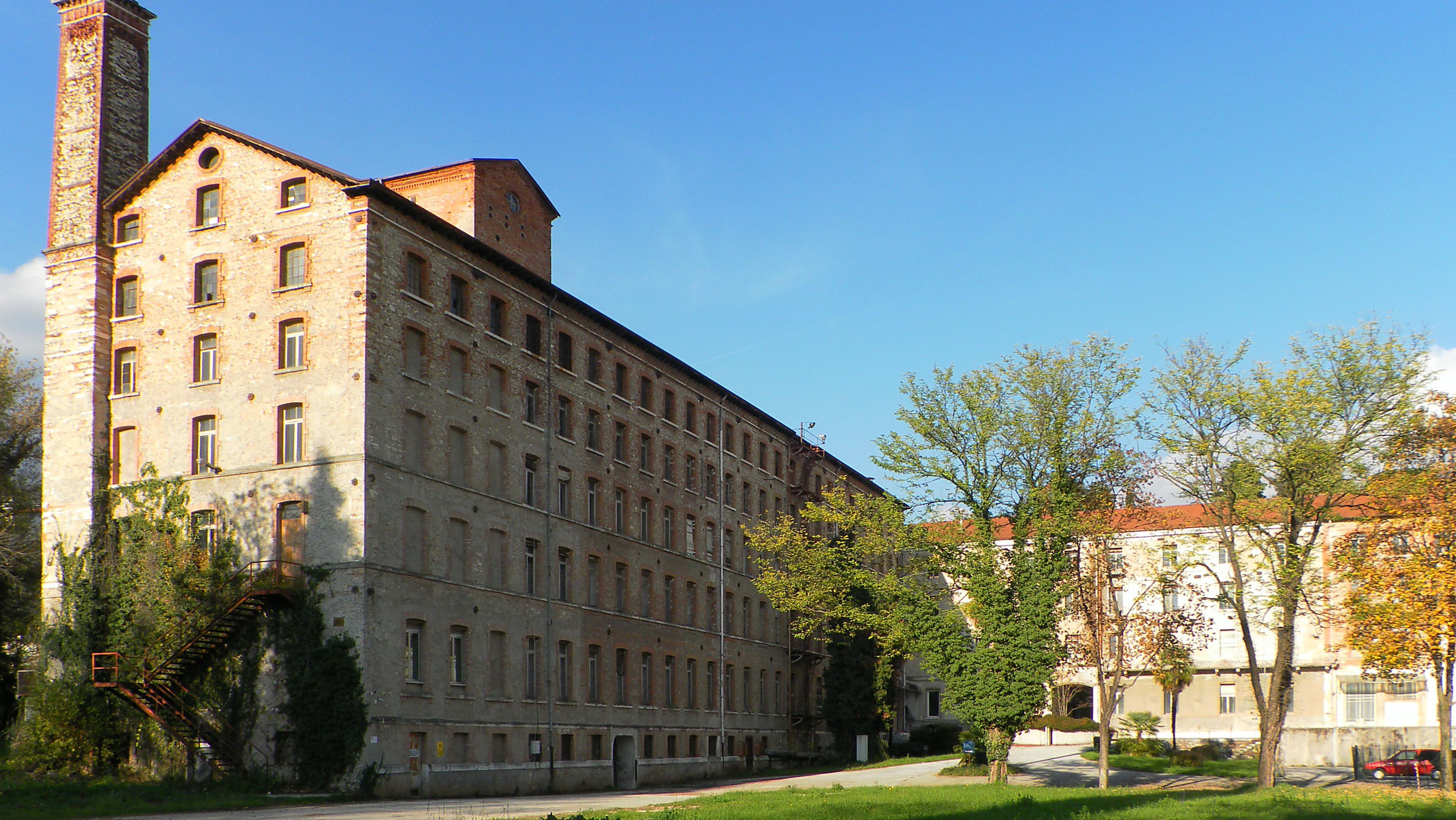